# Brenda Phillips
Brenda Joan Phillips (ur. 18 stycznia 1958) – zimbabwejska hokeistka na trawie, złota medalistka olimpijska.
Wraz z drużyną reprezentowała swój kraj na igrzyskach w Moskwie – w turnieju kobiet wywalczyły pierwsze miejsce, zdobywając jednocześnie pierwszy medal olimpijski w historii występów Zimbabwe na igrzyskach olimpijskich. Zawodniczka klubu Old Miltonians.